# NGC 6096
NGC 6096 في الفهرس العام الجديد، هي مجرة، تقع في كوكبة الإكليل الشمالي (كوكبة). اكتشفت في 24 يونيو 1864 بواسطة ألبرت مارث.

## روابط خارجية
- NGC 6096 على موقع ويكي سكاي: DSS2, SDSS, GALEX, IRAS, Hydrogen α, X-Ray, Astrophoto, Sky Map, Articles and images